# Tate County
Tate County er et county i den amerikanske delstat Mississippi. 
34°39′N 89°56′V / 34.65°N 89.94°V